# Dipartimento di Misiones
Misiones è l'ottavo dipartimento del Paraguay. Il suo capoluogo è la città di San Juan Bautista.

## Divisione politica
Il dipartimento è diviso in 10 distretti:
| Distretto         | km²   | Abitanti (2002) |  |
| ----------------- | ----- | --------------- |  |
| Ayolas            | 1.019 | 15.219          |  |
| San Ignacio       | 1.464 | 24.003          |  |
| San Juan Bautista | 2.165 | 16.563          |  |
| San Miguel        | 585   | 5.253           |  |
| San Patricio      | 64    | 3.570           |  |
| Santa María       | 371   | 7.385           |  |
| Santa Rosa        | 843   | 17.612          |  |
| Santiago          | 855   | 6.753           |  |
| Villa Florida     | 270   | 2.576           |  |
| Yabebyry          | 832   | 2.854           |  |

## Geografia fisica
Il dipartimento di Misiones si trova a sud della Regione Orientale del paese, tra i fiumi Paraná e Tebicuary. La zona è essenzialmente pianeggiante, anche se non manca qualche piccolo colle isolato nella parte settentrionale del dipartimento (Cerro Peró de San Juan, Cerro Santa María, Cerro de Santa Rosa). Tra i due fiumi principali che lo delimitano a nord (Tebicuary) e a sud (Paraná) esiste un numero elevatissimo di affluenti; tra questi si possono elencare l'Itay, l'Aguaray, il Paso Naranja, il Canguery, lo Yabebyry, il Piraguasu, il San Antonio, lo Yhu, il Tororo, il San Tadeo e l'Atinguy, che segna il suo confine orientale.

### Confini
Il dipartimento confina a nord con i dipartimenti di Paraguarí e di Caazapá, ad est con il Itapúa, ad ovest con il Ñeembucú e a sud con il fiume Paraná, che lo divide dall'Argentina, e più specificatamente dalla provincia di Corrientes.

## Storia

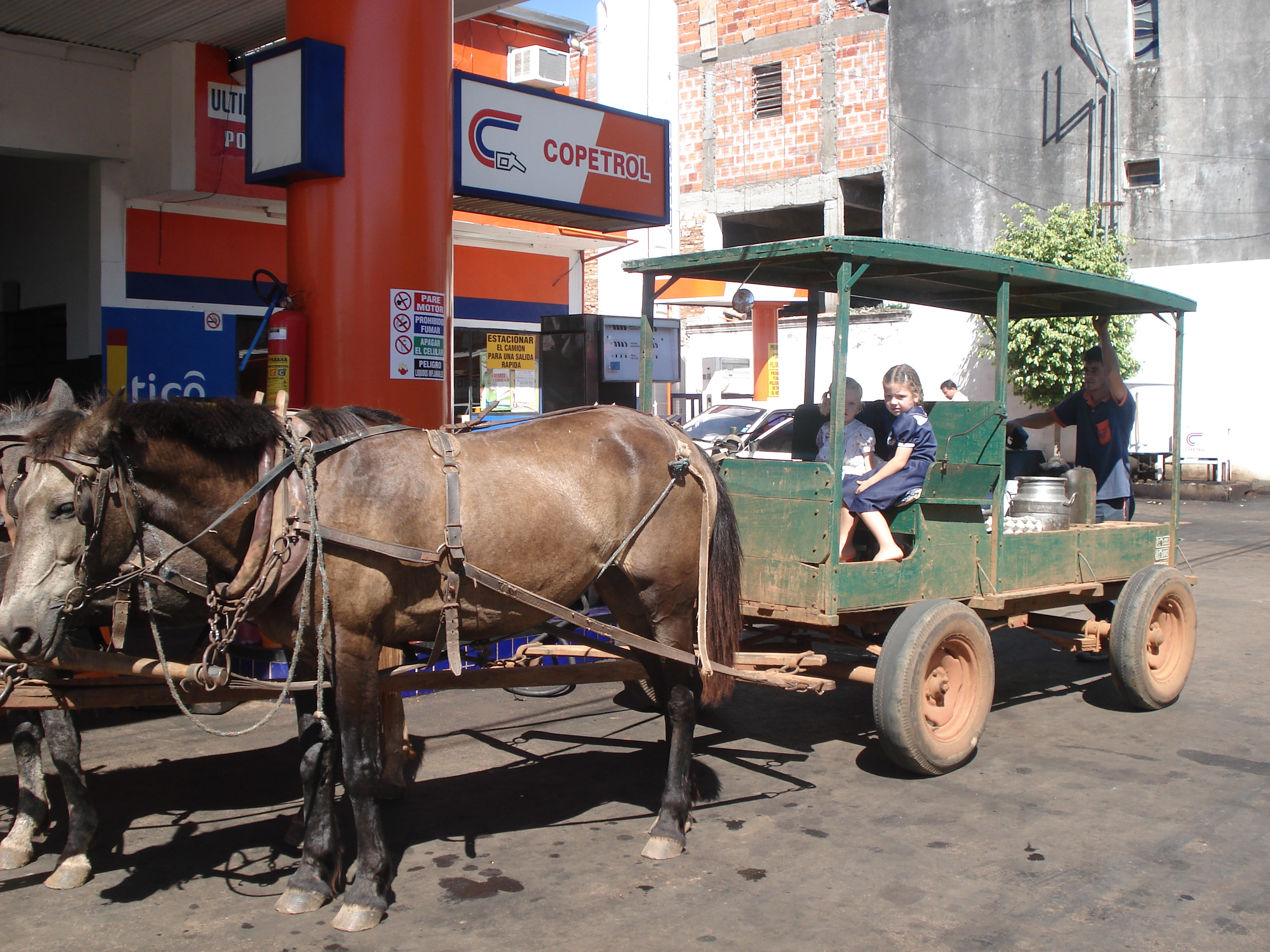
Coloni mennoniti nella città di San Ignacio.

La storia del dipartimento di Misiones, come testimonia lo stesso nome, non può prescindere da quella delle riduzioni gesuite che cominciarono ad installarsi in questo territorio a partire dal XVII secolo, anche in seguito alla distruzione e all'abbandono delle missioni che erano state fondate in precedenza più a nord, nella regione ora brasiliana del Guairá. Gli attacchi dei bandeirantes portoghesi causarono un grande esodo di massa nella regione compresa tra il Tebicuary e l'Uruguay; in seguito ai successivi avvenimenti storico-politici il territorio di quelle missioni fu in seguito suddiviso tra Paraguay, Argentina e Brasile. In seguito all'espulsione dei gesuiti alla fine del XVIII secolo le missioni furono abbandonate e l'intera zona subì un veloce declino; la fondazione nel 1790 del fortino di Yabebyry volle significare la volontà di rioccupare il territorio. A questo scopo Carlos Antonio López a metà del XIX secolo diede impulso alla fondazione di San Miguel e di San Juan Bautista.

### Il dipartimento
Nel 1906 fu fondato l'VIII dipartimento, chiamato San Ignacio dal nome della città che allora fu decretata capoluogo. Nel 1945 il dipartimento prese il suo attuale nome, e la sede del governo dipartimentale fu spostata a San Juan Bautista; nel 1973 le fu annesso il distretto di Yabebyry, prima di allora inglobato nel dipartimento di Ñeembucú.

## Economia

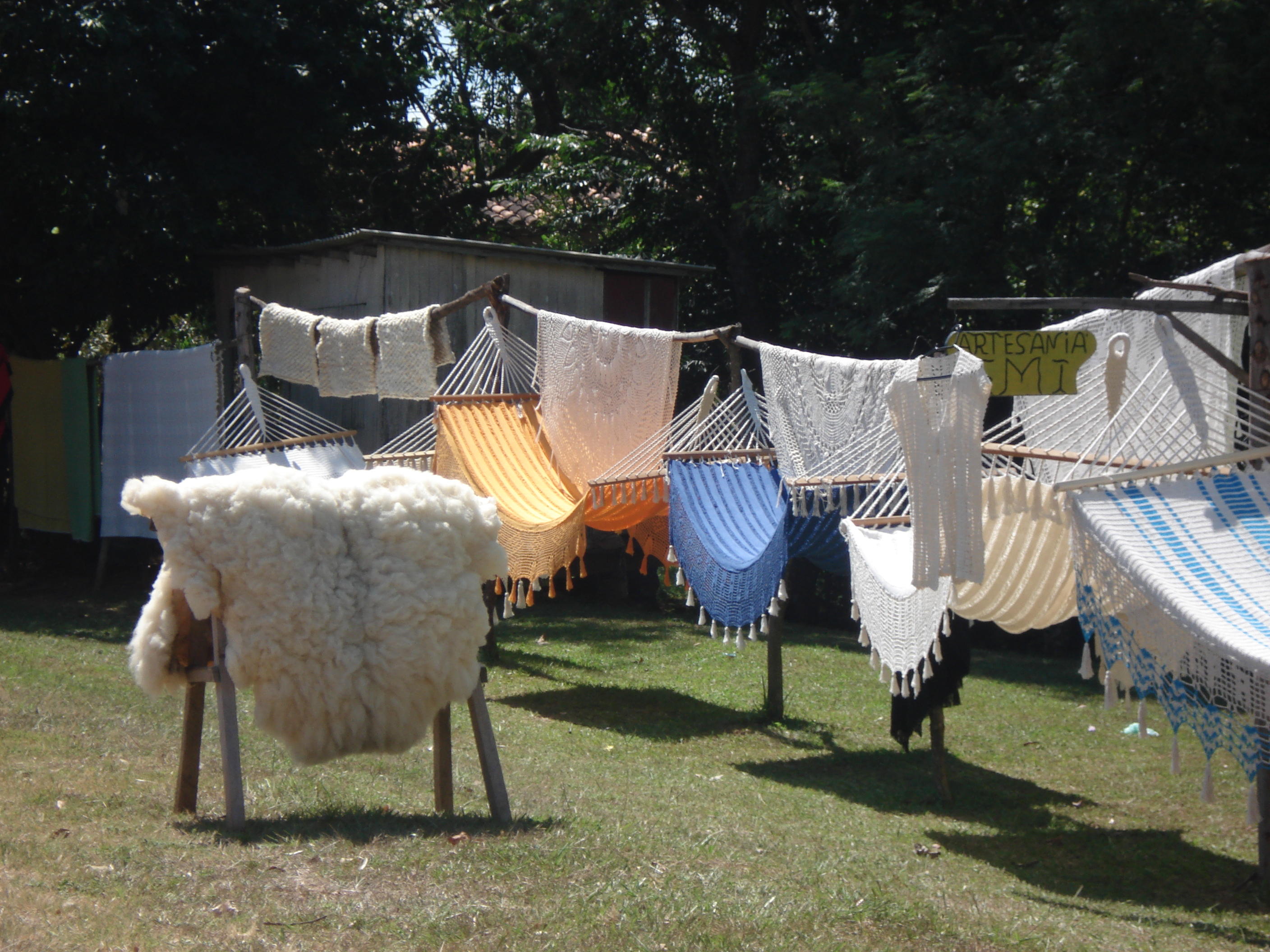
San Miguel.

L'attività principale nel dipartimento è l'allevamento; questa riguarda principalmente i bovini, e in misura minore i suini, gli ovini e gli equini. L'agricoltura produce per la maggior parte cotone, mais, canna da zucchero, frumento e cassava. Funziona qualche industria lattea; nel dipartimento esistono anche piccoli stabilimenti di trasformazione alimentare.

### Turismo
Il dipartimento di Misiones possiede un potenziale turistico che non è ancora stato sfruttato in pieno: l'importante passato, le spiagge fluviali, le numerose feste tradizionali e la pesca sportiva rappresentano le diverse opzioni che può offrire la zona. La grande diga di Yacyretá, sul fiume Paraná, è un vero e proprio monumento alla tecnologia contemporanea che attrae numerosi visitatori; vicino ad essa il Refugio Faunístico Atinguy e il Refugio de Vida Silvestre Yabebyry sono aree protette dove possono essere avvistate numerose specie faunistiche endemiche. Le spiagge fluviali di Villa Florida e il litorale pescoso di Ayolas sono discretamente frequentate in estate.

## Vie di comunicazione
Il dipartimento è collegato alla capitale del paese, Asunción, attraverso la Ruta 1, chiamata anche Ruta Mcal. Francisco Solano López. Il prosieguo di questa strada porta alla città di Encarnación, capoluogo del dipartimento di Itapúa, e al ponte che la unisce alla città di Posadas in Argentina.